# Gomuas
Gomuas ou gomoas são um subgrupo dos acãs e habitam o Gana a região da cidade de Uineba. Estão cercados pelos gas e fantes. Historicamente foram conhecidos como acramãs.